# Waldsee (Berlin)
Waldsee er en sø i Hermsdorf i bydelen Reinickendorf i Berlin, Tyskland. Søen er 2,5 ha stor. 
I tidligere tid hed Waldseen "Sandsee". 1906 købte den "Hermsdorfer Boden-Aktiengesellschaft" ejendom af Hermsdorfs storgodsejer Ludwig Lessings arvinger. Efter Lessing blev Waldseen også opkaldt som "Lessingsee". Mellem 1908 og 1914 blev bykvarteret "Waldseeviertel" bygget.
I dag er Waldsee et meget populært udflugtsmål.

## Tragedien i 1947
Waldsee er også kendt som stedet, hvor en af de største tragedier i Berlins yngre historie fandt sted. I 1947 blev en sporvogn afsporet og kørte ned i søen. I alt 23 mennesker omkom. Bladt de omkomne fandtes også Jens Christian Nielsen Tommerup, en af de få danske forretningsmænd som turde rejse til Berlin to år efter Anden Verdenskrig sluttede i 1945. I 1979 fandt historikere fra Aarhus Universitet ud af, at han arbejdede for Gestapo under Besættelsen.

## Trivia
Den kendte tyske forfatter Erich Kästner boede 1964-1966 i Waldseeviertel.